# Melophorus turneri
Melophorus turneri är en myrart som beskrevs av Auguste-Henri Forel 1910. Melophorus turneri ingår i släktet Melophorus och familjen myror.

## Underarter
Arten delas in i följande underarter:
- M. t. aesopus
- M. t. candidus
- M. t. perthensis
- M. t. turneri

## Bildgalleri

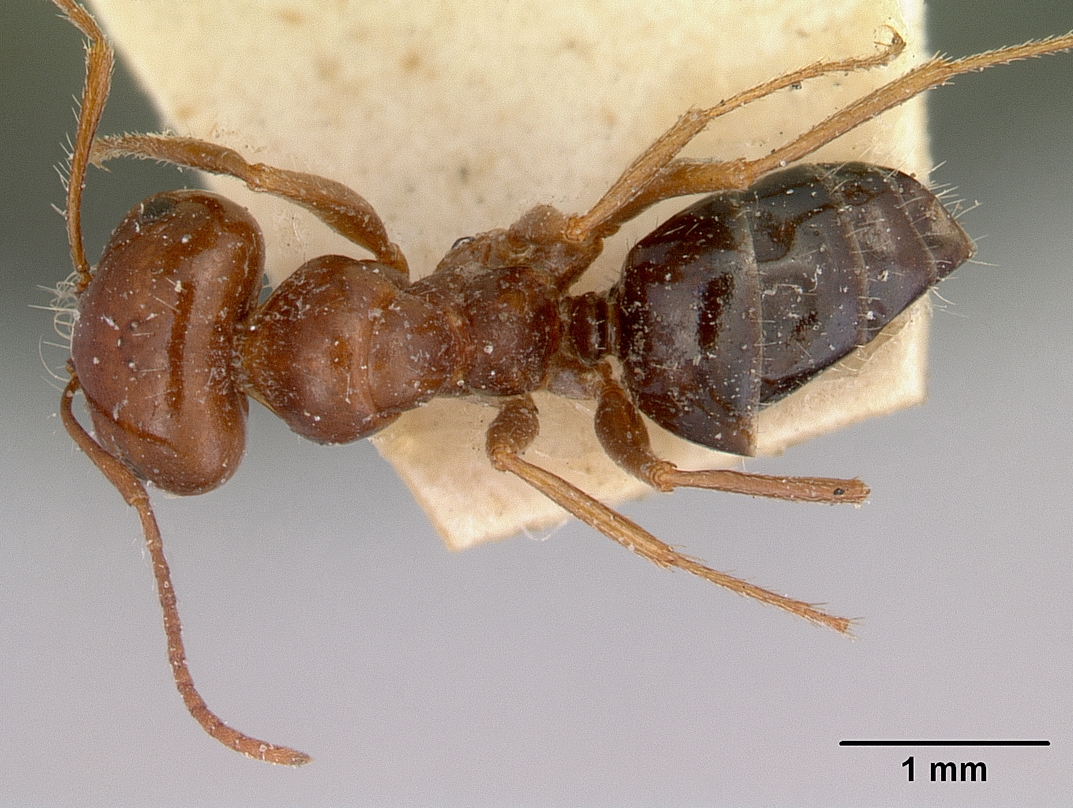
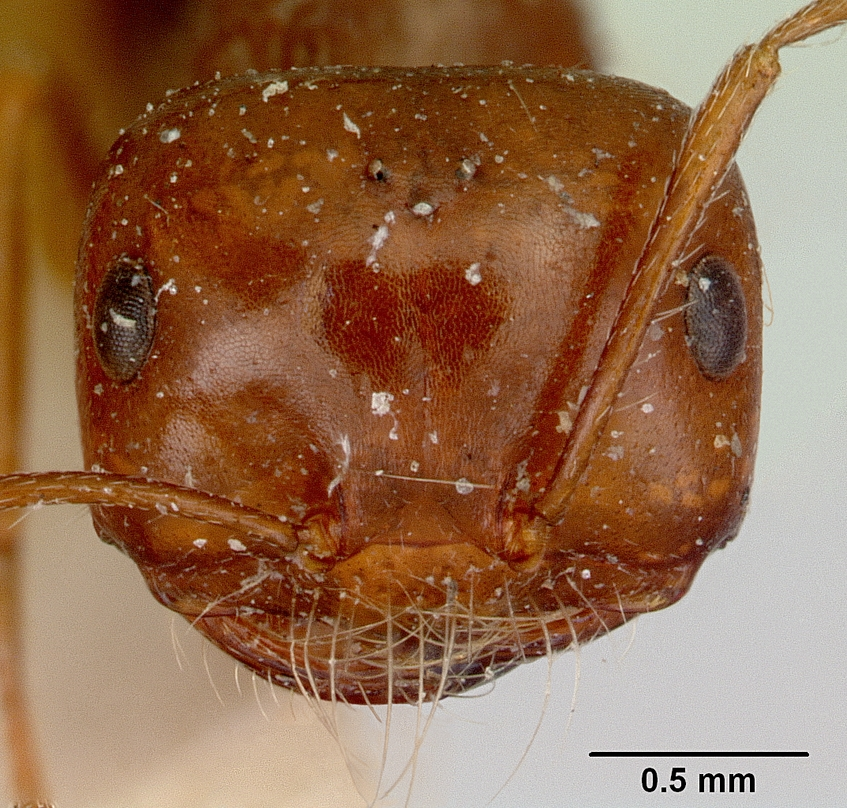
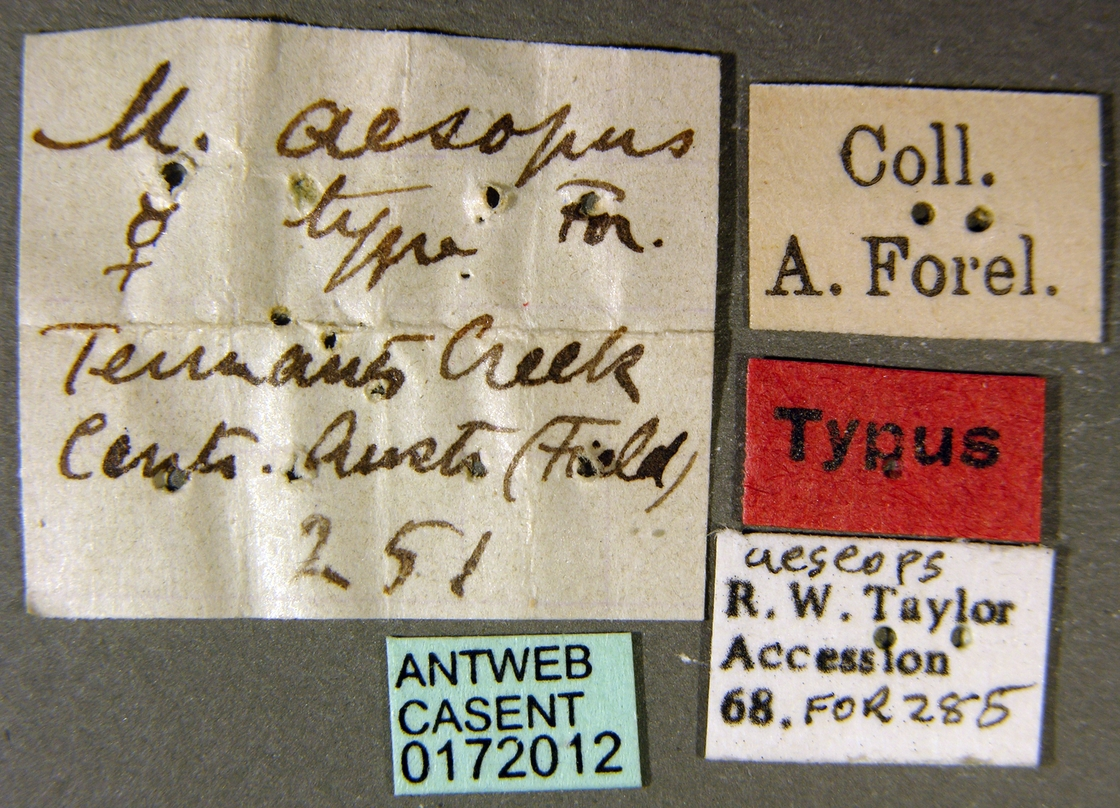
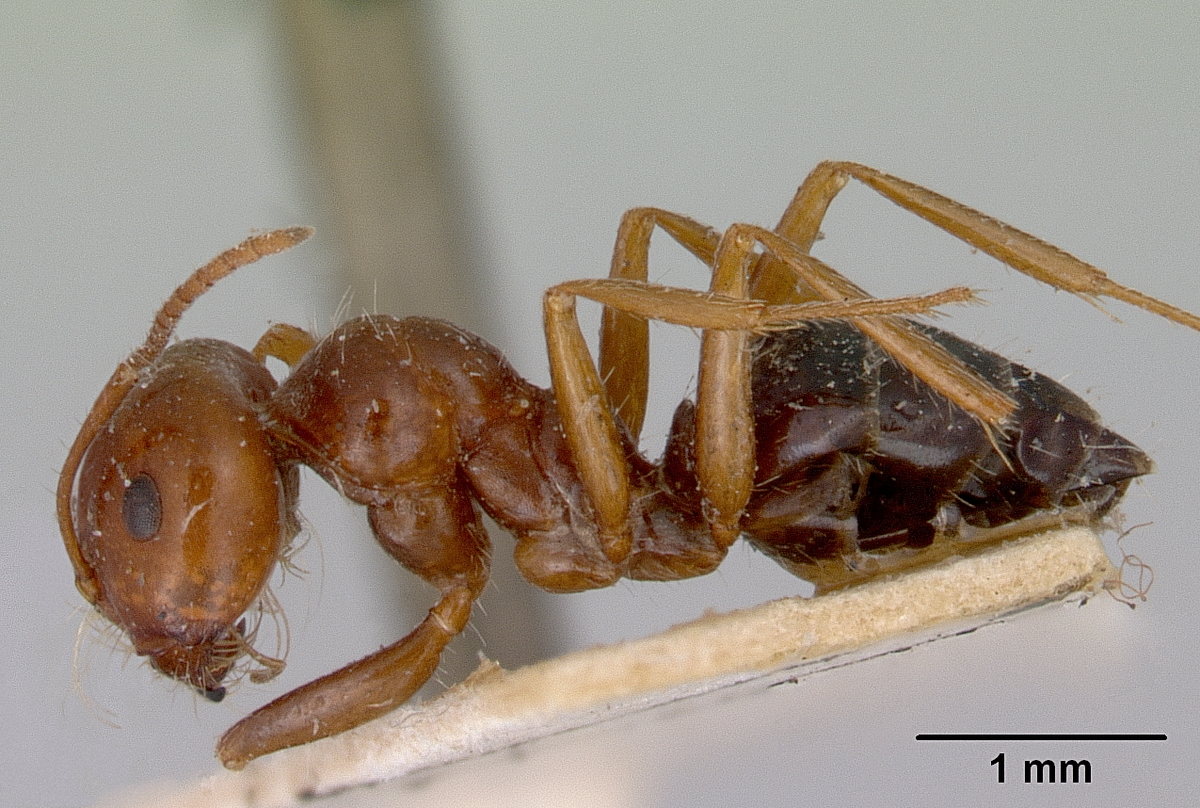